# República Soviètica de Sollana
La República Soviètica de Sollana va ser una breu administració revolucionària que va tindre lloc a la localitat valenciana de Sollana l'any 1932.

## Història
La República Soviètica de Sollana naix en un context d'aixecaments anarquistes per Catalunya i el País Valencià, que van portar a que en diverses localitats s'arribara a proclamar el comunisme llibertari.
Els fets començaren per la vesprada del 25 de gener de 1932, quan un grup anarquista arriba a la vila per tal de repartir propaganda. A les 3:30 de la matinada del dia 26, al poble comencen a sentir-se tirs, que provenen del grup obrerista, que estava armat.
La seua primera intenció va ser la d'enganyar al retor del poble, a qui volien fer eixir de sa casa fent-li creue que un malalt necessitava l'extremaunció. El religiós no va eixir de sa casa, i els revolucionaris van calar foc a la porta de l'església. Aleshores el retor, Pascual Ortiz, va eixir al balcó, i va ser ferit pels trets d'una escopeta. Finalment, la República del Soviet de Sollana seria proclamada quan el grup anarquista prenguera l'ajuntament i reemplaçara la bandera republicana per la bandera roja. A continuació també tragueren al carrer l'arxiu municipal i el cremaren. Durant la jornada, els revolucionaris haurien alçat la via del tren al seu pas per la localitat, haurien tallat les comunicacions per telèfon i telègraf i també per carretera, arribant a detindre un autobús. Per la vesprada, un enfrontament al mercat va ferir a un ciutadà local, Daniel Claver i un dels insurrectes, Alejo Zanón. Finalment, la Guàrdia Civil faria capitular el govern revolucionari en la matinada del 27 de gener.
La República de Sollana és un dels primers exemples d'estats revolucionaris proclamats seguint el model de l'URSS.